# Liptická vyhlídka

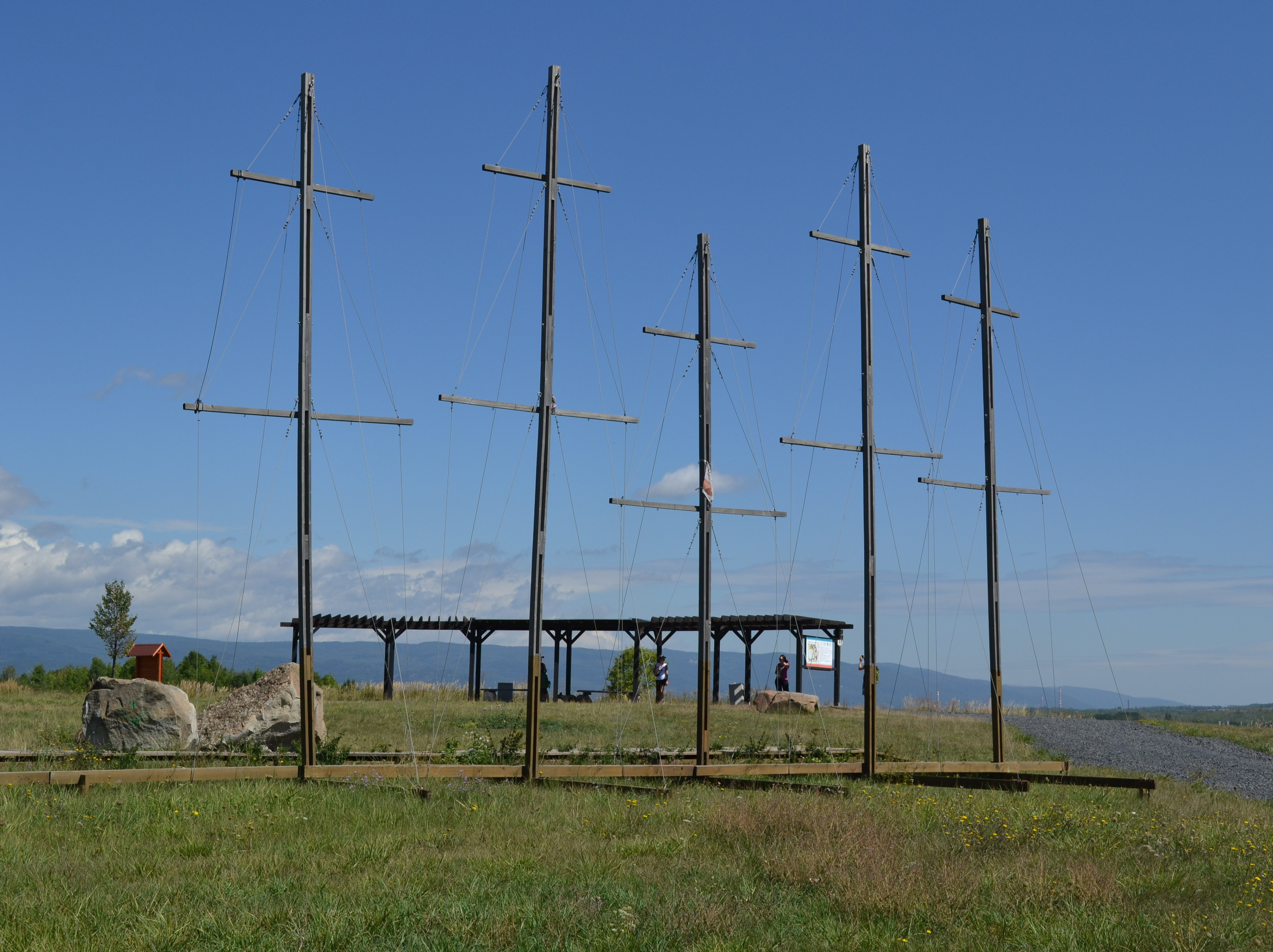
Liptická vyhlídka s tzv. Duchcovskou marínou v popředí

Liptická vyhlídka se nachází asi jeden kilometr jihozápadně od zámku v Duchcově, v okrese Teplice v Ústeckém kraji. Vybudována byla na návrší zrekultivované výsypky Pokrok nad místy, kde se ještě v roce 1976 rozkládala vesnice Liptice, zbořená kvůli těžbě hnědého uhlí. Vyhlídka nabízí rozhled po Českém středohoří (např. na Milešovku či Bořeň), Krušných horách, Lomu Bílina, na Duchcov, Osek, částečně na elektrárnu Ledvice či na rekultivovanou krajinu v okolí Mariánských Radčic. Vyhlídka byla vytvořena za přispění Severočeských dolů, Společnosti přátel města Duchcova a představitelů města Duchcov.
Nedaleko vyhlídky se nachází jezero Emma, vzniklé rekultivací krajiny, a recesistické dílo Duchcovská marína, první český námořní přístav.